# Кавник
Кавник (рум. Cavnic, венг. Kapnikbánya) — город в Румынии в составе жудеца Марамуреш.

## История
Добычей полезных ископаемых в этих местах занимались ещё во времена Древнего Рима.
В документе XIV века местная деревня упомянута как «Capnic», в документе XV века — как «Kapnek». Она уничтожалась турками и татарами, страдала от эпидемий. Развитие этих мест началось со второй половины XVIII века, когда здесь начали строить шахты.
В 1968 году населённый пункт получил статус города.